# Schefflera kuchingensis
Schefflera kuchingensis är en araliaväxtart som beskrevs av Elmer Drew Merrill. Schefflera kuchingensis ingår i släktet Schefflera och familjen araliaväxter. IUCN kategoriserar arten globalt som akut hotad. Inga underarter finns listade.